# Лига
Лига́ (болг. Лъга) — село в Софійській області Болгарії. Входить до складу общини Єтрополе.

## Населення
За даними перепису населення 2011 року у селі проживали 194 особи, з них 168 осіб (86,6%) — болгари.
Розподіл населення за віком у 2011 році:
Динаміка населення: